# Patissa parthenialis
Patissa parthenialis là một loài bướm đêm trong họ Crambidae.